# Nebo Moskvy
Nebo Moskvy (Небо Москвы, "Il cielo di Mosca") è un film del 1944 diretto da Julij Jakovlevič Rajzman.